# 天主教北利穆埃鲁教区
天主教北利穆埃魯教區（拉丁語：Dioecesis Limoëirensis）是羅馬天主教在巴西的一個教區，屬福塔萊薩總教區。
教區成立於1938年5月7日，包括塞阿拉州東部二十市。2004年有教友435,699人，佔轄區總人口90.0%。教區下轄二十個堂區，有廿六名司鐸。現任教區主教為若瑟·哈林。